# Wolf (phim truyền hình Thái Lan)
Wolf (tiếng Thái: Wolf – เกมล่าเธอ; RTGS: Wolf - Game La Thoe) là một bộ phim truyền hình Thái Lan phát sóng năm 2019 với sự tham gia của Toni Rakkaen, Sutatta Udomsilp (Punpun), Thitipoom Techaapaikhun (New), Jumpol Adulkittiporn (Off) và Kanaphan Puitrakul (First).
Bộ phim được đạo diễn bởi Nuttapong Mongkolsawas và sản xuất bởi GMMTV. Đây là một trong mười dự án phim truyền hình được GMMTV ra mắt trong sự kiện "Series X" vào ngày 1 tháng 2 năm 2018. Ban đầu, bộ phim được dự kiến phát sóng vào năm 2018 nhưng đã bị lùi sang năm 2019. Bộ phim được phát sóng vào lúc 22:00 (ICT), thứ Sáu trên One 31 và phát lại vào lúc 23:00 (ICT) trên LINE TV, bắt đầu từ ngày 25 tháng 1 năm 2019. Bộ phim kết thúc vào ngày 26 tháng 4 năm 2019.

## Diễn viên
Dưới đây là dàn diễn viên của bộ phim:

### Diễn viên chính
- Toni Rakkaen vai Don
- Sutatta Udomsilp (Punpun) vai Mo
- Thitipoom Techaapaikhun (New) vai Plan
- Jumpol Adulkittiporn (Off) vai Por
- Kanaphan Puitrakul (First) vai Ryo

### Diễn viên phụ
- Supoj Janjareon (Lift) vai bố của Ryo
- Trai Nimtawat (Neo) vai Bank
- Juthapich Inn-Chan (Jamie) vai Ashley
- Harit Cheewagaroon (Sing) vai Kon
- Supanaree Sutichitwong (Fern) vai Mew Mew

### Khách mời
- Maria Poonlertlarp vai Ben
- Chayanit Chansangavej (Pat) vai cô gái áo trắng
- Alysaya Tsoi (Alice) vai cô gái áo đen
- Pahun Jiyacharoen (Marc) vai Mark
- Chinrat Siripongchawalit (Mike) vai Tum
- Luke Ishikawa Plowden vai Ken
- Uttsada Panichkul (Utt) vai Patrick
- Suppanad Jittaleela (Tina) vai Sam
- Paweenut Pangnakorn vai Nida
- Ramida Jiranorraphat (Jane) vai Ping
- Weerayut Chansook (Arm) vai Tiger
- Ployshompoo Supasap (Jan) vai Kwan
- Daweerit Chullasapya (Pae) vai Robert
- Way-Ar Sangngern (Joss) vai bartender
- Chanunphat Kamolkiriluck (Gigie) vai Grace
- Krittanai Arsalprakit (Nammon) vai Payu
- Napasorn Weerayuttvilai (Puimek) vai Yo
- Tipnaree Weerawatnodom (Namtan) vai Pin
- Kay Lertsittichai (Kayavine) vai Koji
- Nichaphat Chatchaipholrat (Pearwah) vai Pauline
- Marisa Anita vai Linda
- Dhanundhorn Neerasingh (Fang) vai Jub-An (Trúc Anh)
- Praeploy Oree
- Jun Vũ vai Hải Anh

## Nhạc phim
| Tên bài hát             | Thể hiện               | Ref.  |
| ----------------------- | ---------------------- | ----- |
| เกมล่าเธอ (Game Lar Ter) | Suthita Chanachaisuwan | [ 6 ] |